# Raffaella Reggi
Raffaella Reggi (Faenza, 27 novembre 1965) è un'ex tennista, allenatrice di tennis e telecronista sportiva italiana.
È stata la miglior tennista italiana, insieme a Sandra Cecchini, dopo il ritiro di Lea Pericoli e prima dell'avvento di Silvia Farina Elia. 
Divenne nota grazie alla medaglia di bronzo conquistata alle Olimpiadi di Los Angeles nel 1984, quando però il tennis era solo torneo di esibizione, non disciplina olimpica ufficiale, e raggiunse i quarti di finale quattro anni dopo alle Olimpiadi di Seul. 
Vincitrice di cinque titoli in singolare, ha concluso quattro stagioni da numero uno d'Italia e ha raggiunto i quarti di finale al Roland Garros 1987. Nel 1986 si aggiudicò gli US Open in doppio misto con lo spagnolo Sergio Casal, diventando la prima tennista donna italiana ad aggiudicarsi un torneo del Grande Slam. Ha raggiunto il 13º posto nella classifica WTA come migliore posizione.

## Biografia

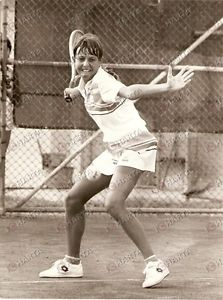
Raffaella Reggi nel 1981

A soli 11 anni Reggi lasciò la città natale per affidarsi alle cure della Federazione Italiana Tennis. Tre anni dopo si trasferì in Florida, alla prestigiosa scuola di Nick Bollettieri. Divenne professionista nel 1981, poco dopo aver vinto il prestigioso torneo Orange Bowl Under 16. Dall'anno successivo in poi fece parte della nazionale italiana di Fed Cup (l'equivalente femminile della Coppa Davis), mettendosi in mostra come la tennista azzurra più promettente. Tuttavia faticò a farsi strada nei tornei ufficiali e fino al 1984 la sua bacheca poteva dirsi praticamente vuota. In quell'anno, a Los Angeles, vinse la medaglia di bronzo alle Olimpiadi (sconfitta in semifinale da Steffi Graf), quando però il tennis non era incluso nei giochi olimpici ma figurava solo come torneo di esibizione.
Le cose iniziarono a cambiare nel 1985, anno in cui vinse gli Internazionali d'Italia, disputati a Taranto divenendo la terza italiana a vincere questo torneo dopo Lucia Valerio e Annalisa Bossi rispettivamente nel 1931 e nel 1950. In coppia con Sandra Cecchini si aggiudicò anche il doppio, colmando stavolta una lacuna che per il tennis italiano durava dal lontanissimo 1931 (vittoria di Anna Luzzatti e Rosetta Gagliardi). Lo stesso anno arrivò in finale allo Spanish Open di Barcellona.
Nel maggio 1986 Raffaella Reggi vinse l'European Open, a Lugano, battendo Manuela Maleeva. Conquistò gli US Open nella categoria doppio misto, con lo spagnolo Sergio Casal, battendo due fuoriclasse come Martina Navrátilová e Peter Fleming. Divenne in tal modo la prima italiana a riuscire a conquistare un torneo del Grande Slam, e la prima italiana a vincere uno slam in doppio misto. Nella sua carriera successiva, che sembrava poter decollare da quel momento in poi, non ripeté più questo exploit e dovette accontentarsi di vincere pochi altri tornei. Tra questi, a novembre dello stesso anno, il Puerto Rico Open battendo la jugoslava Sabrina Goleš.
Nel 1987 perse in finale da Manuela Maleeva il WTA South Carolina di Seabrook Island ma poi vinse il Southern California Open, a San Diego, battendo Anne Minter e, in doppio, l'Eckerd Tennis Open di Tampa.
Il 25 aprile del 1988 Reggi conquistò il 13º posto del ranking WTA, cioè il suo record in carriera. Al Belgian Open dovette arrendersi in finale ad Arantxa Sánchez Vicario e giunse ai quarti di finale alle Olimpiadi di Seaul. Concluse il 1988 al 23º posto.
L'anno dopo, in giugno, sull'erba di Eastbourne le si frappose in finale l'insormontabile ostacolo Martina Navrátilová. A ottobre, però, vinse sul cemento di Indianapolis contro Katerina Maleeva. Alcune defezioni da parte delle tenniste che la precedevano le consentirono di essere ammessa - prima italiana anche in questo caso - al master di fine anno, competizione in cui si sfidano annualmente le prime 16 tenniste del mondo. Nella primavera 1990 vinse l'Ilva Trophy di Taranto. I suoi ultimi acuti furono le vittorie in doppio a Linz nel 1991 e ad Auckland nel febbraio 1992.
Fu membro della nazionale femminile di Fed Cup dal 1982 al 1991 facendo parte della spedizione italiana olimpica in ben tre edizioni (1984, 1988, 1992).
Si ritirò definitivamente nel 1992 dopo aver vinto in tutto 5 tornei di singolare e quattro titoli in doppio. La testata specializzata Tennis Fever la pone al 6º posto tra le più grandi tenniste italiane di sempre, davanti a "mostri sacri" come Lea Pericoli, Silvana Lazzarino e Silvia Farina Elia.

## Attività di allenatrice e di giornalista
Dopo il ritiro Raffaella Reggi rimase ancora per qualche tempo nel mondo del tennis diventando capitana non giocatrice della nazionale femminile e vincendo con questa rappresentativa l'europeo del 2000. Dal 2018 è tornata al Club Atletico Faenza Tennis, dove aveva mosso i primi passi della sua carriera, con il ruolo di responsabile del settore femminile.
La sua attività attuale è di commentatrice dei tornei tennistici per conto dell'emittente satellitare Sky Sport.

## Vita privata
Ha una figlia, Giulia, nata dal suo matrimonio con il collega Maurizio Concato.

## Statistiche

### Finali Grand Slam

#### Doppio misto 1 (1 titolo)
| Risultato | Anno | Torneo  | Superficie | Compagno     | Avversari                         | Punteggio |
| --------- | ---- | ------- | ---------- | ------------ | --------------------------------- | --------- |
| Vittoria  | 1986 | US Open | Cemento    | Sergio Casal | Martina Navratilova Peter Fleming | 6–4, 6–4  |

### Singolare: 11 (5–6)
| Legenda                      |
| Grand Slam (0–0)             |
| WTA Tour Championships (0–0) |
| Tier I (0–0)                 |
| Tier II (0–1)                |
| Tier III (0–0)               |
| Tier IV (0–0)                |
| Tier V (1–3)                 |
| Virginia Slims (4–2)         |

| Finali per superficie |
| Cemento (2–1)         |
| Erba (0–1)            |
| Terra rossa (3–3)     |
| Sintetico (0–1)       |

| Risultato | V/S | Data          | Torneo                               | Superficie    | Avversaria              | Punteggio        |
| --------- | --- | ------------- | ------------------------------------ | ------------- | ----------------------- | ---------------- |
| Vittoria  | 1–0 | Aprile 1985   | Internazionali d'Italia, Taranto     | Terra rossa   | Vicki Nelson-Dunbar     | 6–4, 6–4         |
| Sconfitta | 1–1 | Maggio 1985   | Barcelona Ladies Open, Barcellona    | Terra rossa   | Sandra Cecchini         | 3–6, 4–6         |
| Vittoria  | 2–1 | Maggio 1986   | European Open, Lugano                | Terra rossa   | Manuela Maleeva         | 5–7, 6–3, 7–6(6) |
| Vittoria  | 3–1 | Novembre 1986 | Puerto Rico Open, San Juan           | Cemento       | Sabrina Goleš           | 7–6(4), 4–6, 6–3 |
| Sconfitta | 3–2 | Marzo 1987    | WTA South Carolina, Seabrook Island  | Terra rossa   | Manuela Maleeva         | 7–5, 2–6, 3–6    |
| Vittoria  | 4–2 | Agosto 1987   | Southern California Open, San Diego  | Cemento       | Anne Minter             | 6–0, 6–4         |
| Sconfitta | 4–3 | Luglio 1988   | Belgian Open, Bruxelles              | Terra rossa   | Arantxa Sánchez Vicario | 0–6, 5–7         |
| Sconfitta | 4–4 | Giugno 1989   | Eastbourne International, Eastbourne | Erba          | Martina Navratilova     | 6(2)–7, 2–6      |
| Sconfitta | 4–5 | Ottobre 1989  | Virginia Slims, Indianapolis         | Cemento (i)   | Katerina Maleeva        | 4–6, 4–6         |
| Vittoria  | 5–5 | Aprile 1990   | Ilva Trophy, Taranto                 | Terra rossa   | Alexia Dechaume         | 3–6, 6–0, 6–2    |
| Sconfitta | 5–6 | Febbraio 1991 | WTA Oslo Open, Oslo                  | Sintetico (i) | Catarina Lindqvist      | 3–6, 0–6         |

### Doppio: 14 (4–10)
| Legenda                      |
| Grand Slam (0–0)             |
| WTA Tour Championships (0–0) |
| Tier I (0–1)                 |
| Tier II (0–1)                |
| Tier III (0–2)               |
| Tier IV (1–0)                |
| Tier V (2–6)                 |
| Virginia Slims (1–0)         |

| Finali per superficie |
| Cemento (1–4)         |
| Erba (0–0)            |
| Terra rossa (2–1)     |
| Sintetico (1–5)       |

| Risultato | V/S | Data           | Torneo                                 | Superficie    | Compagna                  | Avversarie                          | Punteggio     |
| --------- | --- | -------------- | -------------------------------------- | ------------- | ------------------------- | ----------------------------------- | ------------- |
| Vittoria  | 1.  | Aprile 1985    | Internazionali d'Italia, Taranto       | Terra rossa   | Sandra Cecchini           | Patrizia Murgo Barbara Romanò       | 1–6, 6–4, 6–3 |
| Vittoria  | 2.  | Marzo 1988     | Eckerd Tennis Open, Tampa              | Terra rossa   | Terry Phelps              | Cammy MacGregor Cynthia MacGregor   | 6–2, 6–4      |
| Sconfitta | 1.  | Luglio 1988    | Belgian Open, Bruxelles                | Terra rossa   | Katerina Maleeva          | Mercedes Paz Tine Scheuer-Larsen    | 6(3)–7, 1–6   |
| Sconfitta | 2.  | Ottobre 1988   | Porsche Tennis Grand Prix, Filderstadt | Sintetico (i) | Elna Reinach              | Iwona Kuczyńska Martina Navratilova | 1–6, 1–6      |
| Sconfitta | 3.  | Agosto 1989    | Virginia Slims, Albuquerque            | Cemento       | Arantxa Sánchez Vicario   | Nicole Provis Elna Reinach          | 6–4, 4–6, 2–6 |
| Sconfitta | 4.  | Ottobre 1989   | Porsche Tennis Grand Prix, Filderstadt | Sintetico (i) | Elna Reinach              | Gigi Fernández Robin White          | 4–6, 6(2)–7   |
| Sconfitta | 5.  | Ottobre 1989   | WTA Bayonne, Bayonne                   | Cemento (i)   | Elna Reinach              | Manon Bollegraf Catherine Tanvier   | 6(3)–7, 5–7   |
| Sconfitta | 6.  | Luglio 1990    | Rogers Cup, Montréal                   | Cemento       | Helen Kelesi              | Betsy Nagelsen Gabriela Sabatini    | 6–3, 2–6, 2–6 |
| Sconfitta | 7.  | Febbraio 1991  | WTA Oslo Open, Oslo                    | Sintetico (i) | Sabine Appelmans          | Claudia Kohde-Kilsch Silke Meier    | 6–3, 3–6, 4–6 |
| Vittoria  | 3.  | Febbraio 1991  | Generali Ladies, Linz                  | Sintetico (i) | Manuela Maleeva-Fragniere | Petra Langrová Radka Zrubáková      | 6–4, 1–6, 6–3 |
| Sconfitta | 8.  | Settembre 1991 | Milan Indoor, Milano                   | Sintetico (i) | Sabine Appelmans          | Sandy Collins Lori McNeil           | 6(0)–7, 3–6   |
| Vittoria  | 4.  | Gennaio 1992   | ASB Classic, Auckland                  | Cemento       | Rosalyn Fairbank-Nideffer | Jill Hetherington Kathy Rinaldi     | 1–6, 6–1, 7–5 |
| Sconfitta | 9.  | Febbraio 1992  | Generali Ladies, Linz                  | Cemento (i)   | Claudia Porwik            | Monique Kiene Miriam Oremans        | 4–6, 2–6      |
| Sconfitta | 10. | Febbraio 1992  | Cesena Championship, Cesena            | Sintetico (i) | Sabine Appelmans          | Catherine Suire Catherine Tanvier   | w/o           |

## Risultati nel singolare dei tornei dello Slam
| Torneo             | 1982  | 1983  | 1984  | 1985  | 1986  | 1987  | 1988  | 1989  | 1990  | 1991  | 1992  | Vittorie/Sconfitte |
| ------------------ | ----- | ----- | ----- | ----- | ----- | ----- | ----- | ----- | ----- | ----- | ----- | ------------------ |
| Australian Open    | -     | 1T    | -     | -     | -     | -     | -     | 4T    | 4T    | 1T    | -     | 6 - 4              |
| Open di Francia    | -     | 1T    | 3T    | 4T    | 2T    | QF    | 2T    | 2T    | 2T    | -     | 1T    | 13 - 9             |
| Wimbledon          | -     | 2T    | 1T    | -     | 4T    | 4T    | -     | 3T    | 1T    | -     | -     | 7 - 6              |
| US Open            | -     | 2T    | 2T    | 2T    | 4T    | 3T    | 2T    | 3T    | 3T    | -     | -     | 13 - 8             |
| Vittorie/Sconfitte | 0 - 0 | 2 - 4 | 3 - 3 | 4 - 2 | 7 - 3 | 9 - 3 | 2 - 2 | 8 - 4 | 6 - 4 | 0 - 1 | 0 - 1 | 39 - 27            |